# Melma!
melma!（メルマ！）とは、ユニティが運営していたメールマガジンを配信するサービスである。競合サービスは『まぐまぐ』であった。
本項では、かつてはサイバーエージェントとオン・ザ・エッヂが運営していた「melma!」の前身となるサービス「クリックインカム」と「あるあるネット」、またサイバーエージェントが運営していたブログサービス「melma!blog」についても記述する。

## 概要
1998年12月末、サイバーエージェントとオン・ザ・エッヂの提携により、クリック保証型広告付き電子メールマガジン配信事業「クリックインカム」を立ち上げる。
ほどなくして、1999年5月13日に、それまで仮オープン中であったディレクトリ型サーチエンジン「あるあるネット（メルマガあるある）」を開始。検索結果にバナー広告などを表示せず、ページの表示スピードを速めると同時に、検索結果にサーチワードに応じた広告主のサイトを優先して表示させる、現在の「Google AdWords」に代表される結果広告（検索エンジン連動型）などのサービスを行ったが、当時では運営状況が思わしくなく撤退した。これについては、あるあるネット終了の後、皮肉にもに結果広告は急激に成長した、と藤田晋自身も過去の日記で述べている。
その後、別ブランドとして運営していた前述の2サービスを統合する形で、2000年4月24日、新たに電子メールマガジン配信サービス「melma!」を開始した。メールマガジンの代理発行をしていて、まぐまぐと同様にバックナンバーの閲覧、メールマガジンの登録などをすることができる。また、マイメルマ!という会員サービスの登録するとメールマガジンの発行、購読しているマガジンの一覧を閲覧できる。

## melma!blog
melma!blog（メルマブログ）は2003年12月15日にサイバーエージェントによって開始されたmelma!発行者向けのブログサービスである。システムははてなダイアリーをベースとしていた。
以下の著名人がmelma!blogにブログを開設していた:
- 桜井悠美子[5]
- 渡辺久江[5]
- 横井美奈子[5]
- マモル[5]
- Asami[5]

## 沿革
- 1998年12月末 - サイバーエージェントがオン・ザ・エッヂと共同で「クリックインカム」を開始。
- 1999年5月13日 - サイバーエージェントがオン・ザ・エッヂと共同で「あるあるネット」を開始。
- 2000年4月24日 - 「クリックインカム」と「あるあるネット」を統合し、新たに「melma!」を立ち上げ。
- 2003年12月15日 - サイバーエージェントが、ブログサービス「melma!blog」を開始[4]。
- 2004年9月16日 - サイバーエージェントが「Amebaブログ」をサービス開始。
- 2005年10月21日 - サイバーエージェントが「melma!blog」のサービス終了を告知し、利用者にAmebaブログの開設を勧める（自動移転は無し）[6]。
- 2005年11月30日 - サイバーエージェントが「melma!blog」をサービス終了[6][5]。
- 2010年5月1日 - サイバーエージェントが「melma!」事業をユニティへ譲渡[7]。
- 2020年1月31日 - 「melma!」事業がサービス終了[8]。